# Социалистический союз женщин Кореи
Союз социалистических женщин Кореи (корейский: 조선사회주의녀성동맹; ранее Корейский союз демократических женщин , СЖСК ; 조선민주녀성동맹) — массовая организация женщин в КНДР. Основанная в 1945 году как Лига демократических женщин Северной Кореи, она является старейшей и одной из самых важных массовых организаций в стране. У Союза есть комитеты на всех уровнях административного деления КНДР.
Членство было ограничено теми женщинами, которые не являются членами какой-либо другой массовой организации. В результате члены профсоюза фактически состоят из домохозяек. Союз сыграл важную роль в достижении гендерного равенства и расширении политического участия женщин в КНДР. В первые дни после своего основания, Союз насчитывал более миллиона членов, по сравнению с его нынешним составом примерно 200-250 тыс. человек. Его влияние уменьшилось после экономических реформ начала 2000-х годов.

## История
Северокорейское отделение Союза — Демократическая женская лига Северной Кореи — было создано 18 ноября 1945 года в рамках усилий Северокорейского бюро Коммунистической партии Кореи по привлечению как можно большего числа людей в члены контролируемые коммунистами массовые организации в северной части Корейского полуострова. Его первоначальной задачей было собрать под своим контролем стихийно сформировавшиеся региональные женские организации. Союз провел свой первый съезд 10 мая 1946 года. В то время он насчитывал 800 тыс. членов в отделениях в 12 городах , 89 уездов и 616 посёлков. К концу 1946 года почти каждая пятая женщина страны была членом Союза — количество членов выросло до 1,03 млн человек.
С самого начала Союз работал над принятием законов о равенстве полов, а также над привлечением женщин к политике.  Когда приближались местные выборы 1946 года в Северной Корее (первые демократические выборы в стране), многие мужчины выступали против женщин, баллотирующихся в Народный комитет . В ответ Ким Ир Сен усилил роль Союза. Платформа Союза состояла в поддержке Временного народного комитета Северной Кореи и Ким Ир Сена за руководство страной, а также противодействие фашизму, предателям, феодальным обычаям и суевериям. Формально Союз представлял весь полуостров.
К 1947 году в Союзе было 1,5 млн. членов. Подавляющее большинство было крестьянами (около 73%); рабочих — 5,3 %, интеллигенцией — 0,97 %, и 20 % включали всех остальных членов Союза, например домохозяек.
Северное и Южное отделения были объединены 20 апреля 1951 года. Официальная северокорейская история датирует происхождение нынешней организации либо декабрем 1926 года, либо январем 1951 года, хотя обе эти версии оспариваются.  Совсем недавно Союзу удалось увеличить число женщин на рабочих местах в обрабатывающей промышленности. Экономические реформы начала 2000-х  повлекли выбывание людей из рядов Союза. Несмотря на это, она остается одной из важнейших массовых организаций в стране.
На Шестом съезде Союза 17-18 ноября 2016 г. название было изменено на Социалистический союз женщин Кореи.

## Организация
Членство зарезервировано для тех, кто не является членом Трудовой партии Кореи или какой-либо другой массовой организации, что касается женщин, которые не работают вне дома.  Эта особенность Союза делает его уникальным во всем мире. Эта практика была принята в 1960-х годах.  Ранее членство было зарезервировано для женщин в возрасте от 18 до 61 года.  В настоящее время право на членство имеют женщины в возрасте от 31 до 60 лет,  хотя, если женщина выходит замуж и становится домохозяйкой, она имеет право независимо от возраста.  В последнее время даже пенсионеры вынуждены участвовать в его деятельности. Официально Союз представляет женщин, не состоящих в каких-либо других массовых организациях, но на самом деле он используется для передачи решений, принимаемых правительством КНДР, и для политической мобилизации.
Существует комитет, связанный с Союзом, для каждой административной единицы КНДР. Союз насчитывает около 200-250 тыс. членов.  Согласно системе работы Taean, есть представитель профсоюза при главном секретаре на рабочем месте, который, в свою очередь, несет ответственность перед партийным комитетом на рабочем месте. 
Дважды в год ЦК Союза проводит пленарные заседания. Союз является членом Народного фронта Демократический фронт воссоединения Кореи .
Союз управляет издательством Chosǒn Yǒsǒngsa (조선녀성사), которое с сентября 1946 года издает свой орган — «Женщины Кореи».

## Председатели
- Пак Чон Э (1946 — 1965 гг.)
- Ким Ок Сон (1965 — 1969 гг.)
- Ким Сон Э (1971 — 1978 гг.)
- Ким Сон Э (1993 — 25 апреля 1998 г.)
- Чон Ён Ок (1998 — октябрь 2000 гг.)
- Пак Сун-хуэй (октябрь 2000 - 20?? гг.)
- Чан Чхун Силь (20?? - н.в.)

## Съезды
- I съезд : 10 мая 1946 г.
- II съезд:
- III съезд: 2 сентября 1965 г.[2]
- IV съезд: 7 октября 1971 г.[3]
- V съезд:
- VI съезд: 17-18 ноября 2016 г.
- VII съезд: 20-21 июня 2021 г. [4]